# 赫蒂卡姆卡纳姆格·佩雷拉
赫蒂卡姆卡纳姆格·迪兰·佩雷拉（Hettikamkanamge Dilan Perera，1978年9月19日—），斯里兰卡足球裁判，2004年起担任FIFA国际足球裁判。
赫蒂卡姆卡纳姆格·佩雷拉没有执法世界杯、亚洲杯的经历。2018年國際足協世界盃外圍賽亞洲區12强赛中，他执法了四场比赛。俱乐部层面，他多次担任亚洲冠军联赛主裁判，执法的重要比赛包括2018年亚足联冠军联赛西亚区半决赛首回合卡塔尔萨德体育俱乐部0比1不敌伊朗波斯波利斯足球俱乐部的比赛。